# Siège d'Arles (1251)
Pour les articles homonymes, voir Siège d'Arles.

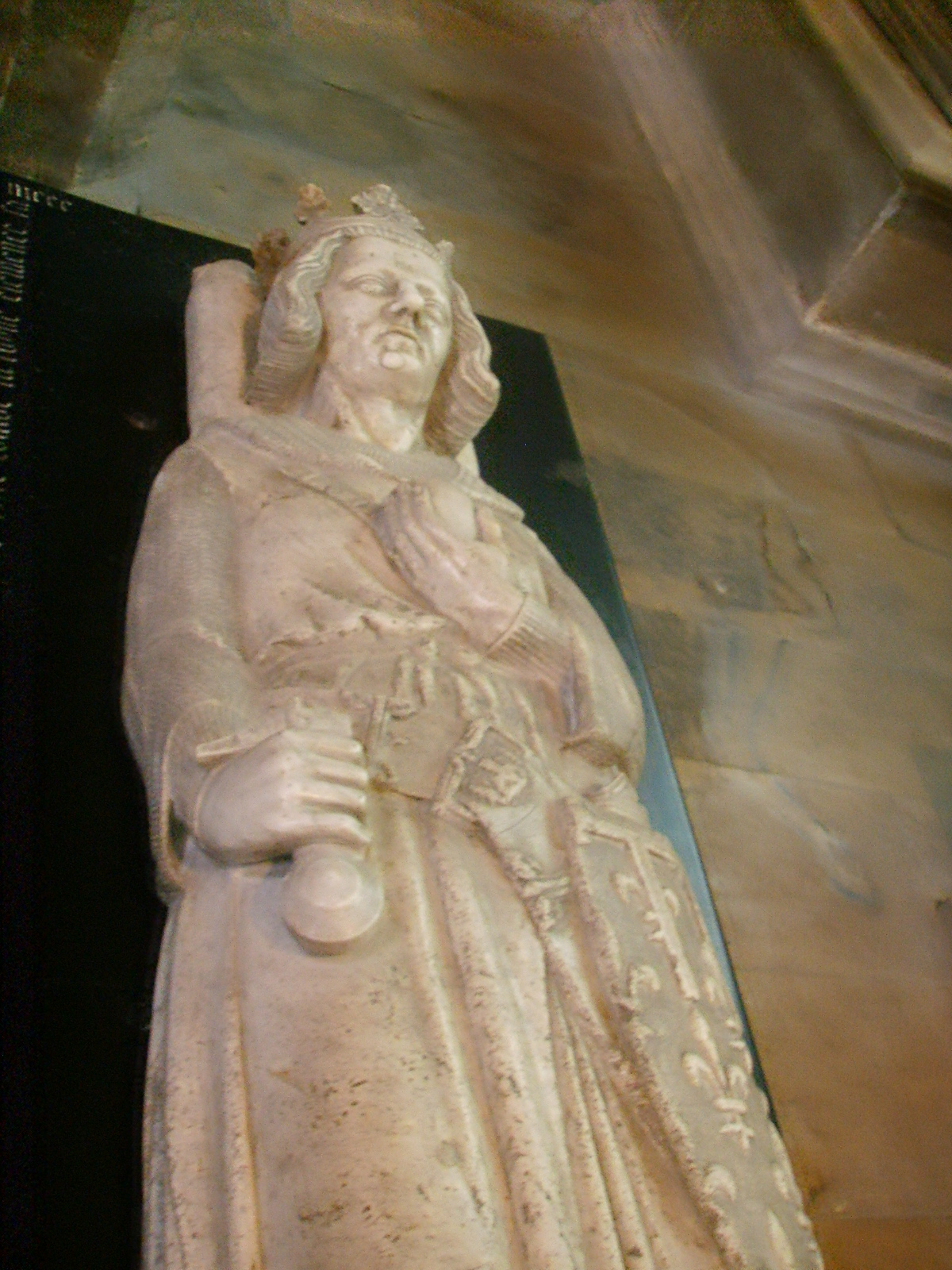
Tombeau de Charles d'Anjou à la Basilique de Saint-Denis, France

Ce siège fut entrepris au printemps 1251 par les princes capétiens, Charles d'Anjou comte de Provence et son frère Alphonse de Poitiers, lors d'une campagne de reprise en mains de la Provence dont plusieurs villes Marseille, Avignon et Arles avaient formé une coalition anti-comtale. 
Cette opération militaire entraîna une rapide soumission de la cité arlésienne qui perdit à cette occasion son autonomie communale et la plupart de ses droits. Au niveau régional, la défaite de la coalition qui suivit assit définitivement l'autorité sur la Provence de la première maison d'Anjou dont les ambitions se portèrent alors vers l'Italie. 

## Contexte

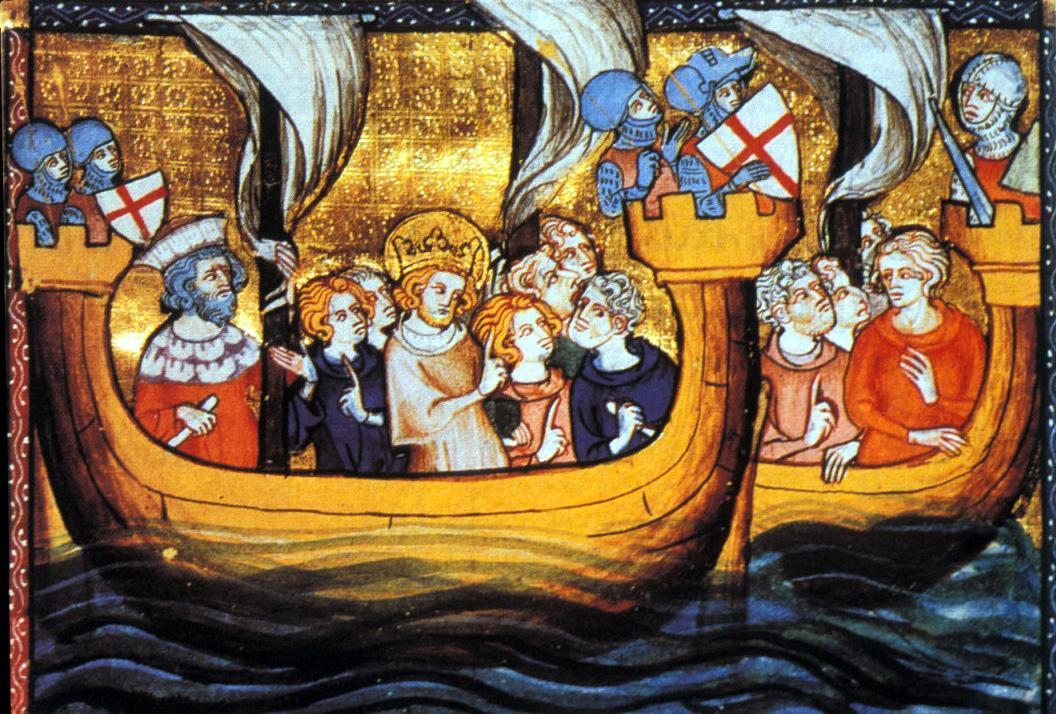
Septième croisade à laquelle participent le roi de France Louis IX et ses frères, Alphonse de Poitiers et le nouveau comte de Provence, Charles d’Anjou

Après la mort en 1245 du comte de Provence, Raymond Beranger,  et surtout la carence ou la discrétion  du nouveau pouvoir comtal à la suite de la croisade de 1248, Arles et son oligarchie se révoltent nouveau contre l'autorité comtale, désormais représentée par Charles d’Anjou, et l’archevêque. Le vieux prélat Jean Baussan est chassé une nouvelle fois, les propriétés ecclésiastiques ravagées et quelques chevaliers Hospitaliers tués.  La Confrérie  reprend le pouvoir et appelle comme podestat le chef du parti hostile à l’Église, Barral des Baux, déjà podestat d’Avignon qui prend la tête d'une coalition formée par les villes d'Arles, d'Avignon et de Marseille. 
La croisade se prolongeant, Charles d'Anjou ne revient en Provence qu’en octobre 1250 où il ne fait que passer pour obéir ainsi que son frère Alphonse aux ordres de leur frère aîné, le roi Louis IX. Toutefois d'après l'historien Léon-Honoré Labande, il aurait, dès son passage, organisé les préparatifs d'une lutte contre Arles. 
Ce retour, conjugué aux morts des principaux soutiens de l’opposition au comte de Provence, le comte de Toulouse Raymond VII décédé en septembre 1249 et l’empereur germanique Frédéric II en décembre 1250, confirment la décision de Barral des Baux de négocier secrètement avec la maison royale de France, dont la régente Blanche de Castille est la propre mère de Charles Ier. Contre le pardon de sa trahison, il promet d’amener les villes d’Avignon et d’Arles à se soumettre aux princes capétiens.

## Événements
Mais les Arlésiens ignorent ces transactions secrètes. Toutefois eux aussi se sentent abandonnés et isolés après la disparition  de l’empereur et du comte de Toulouse. Leur détermination ne peut se prolonger longtemps, surtout lorsque Charles d’Anjou avec son frère Alphonse de Poitiers à la tête de troupes importantes et décidés à récupérer leurs possessions, viennent mettre le siège devant la cité au printemps 1251. Charles-Roux, dans son ouvrage Arles, apporte quelques précisions sur la reddition de la ville. Il semble que les Arlésiens profitent d’une médiation offerte par le pape Innocent IV pour faire leur soumission au comte et à l’archevêque le 30 (ou le 29) avril 1251 au château de Tarascon. Un dominicain, le moine Étienne, aurait été particulièrement actif dans cette opération. Finalement, les troupes capétiennes investissent la ville le 30 avril. 
Le prétexte de cette capitulation est la trahison de Barral des Baux qui a abandonné la ville. Toutefois les causes de ce renoncement aux libertés communales sont plus profondes et traduisent des rapports de forces  trop inégaux. Les Angevins disposent en effet de beaucoup d'atouts : le soutien, y compris militaire, du roi de France, l'appui de l'Église et une province déjà centralisée par le dernier comte catalan.

## Conséquences
Arles vaincue, Avignon tombe rapidement et fait allégeance en mai 1251. Marseille résiste plus longtemps et n'abdique définitivement devant Charles qu'en 1263 avec l'exécution des derniers rebelles. Après ces redditions, les suzerains du pays, les empereurs germaniques, abandonnent leurs visées sur la Provence et n’interviennent plus dans les conflits de cette province. La Provence passe alors sous l'autorité de la première maison d'Anjou. 
Pour Arles, la capitulation de 1251 représente une rupture politique.  La convention passée entre le comte et la ville le 30 avril 1251 marque la disparition pour toujours de l'autonomie communale apparue au siècle précédent. Arles perd ses consuls remplacés par un viguier et des fonctionnaires comtaux. Le nouveau comte met également rapidement en place une administration tatillonne et fait procéder à l'examen des droits de propriété des grandes familles et des communautés. 
Ainsi après cette reprise en mains achevée dès le milieu des années 1260, la noblesse arlésienne et provençale autrefois fière et jalouse de ses prérogatives, se « fonctionnarise » et va désormais rechercher les honneurs, rentes et carrières auprès du comte. 
La Provence va alors perdre progressivement le rôle central qu'elle avait jusqu'alors dans les affaires comtales désormais accaparées par l'Italie, nouveau centre du pouvoir de Charles d'Anjou.

## Sources et bibliographie
- Augustin Fabre  - Histoire de Marseille -  1829
- Edgard Boutaric - Saint Louis et Alfonse de Poitiers : étude sur la réunion des provinces du Midi & le l'ouest à la couronne et sur les origines de la centralisation administrative, d'après des documents inédits – 1873
- Léon-Honoré Labande – Avignon au XIIIe siècle - Laffitte reprints, Marseille, 1975 (réimpression édition de Paris de 1908)
- Jules Charles-Roux – Arles – 1914 (réédition de 1984) –  (ISBN 2866730313)
- Louis Stouff – Arles au Moyen Âge – La Thune, Marseille – 2000 –  (ISBN 291384703X)
- Martin Aurell, Jean-Paul Boyer, Noël Coulet - La Provence au Moyen Âge - Publications de l'Université de Provence - 2005 -  (ISBN 9782853996174)
- Jean-Maurice Rouquette - ARLES, histoire, territoires et cultures - Editions Imprimerie Nationale - 2008 -  (ISBN 9782742751761)